# ジェイコブ・ニックス
ジェイコブ・ジェームズ・ニックス（Jacob James Nix、1996年1月9日 - ）は、アメリカ合衆国カリフォルニア州オレンジ郡ロス・アラミトス出身のプロ野球選手（投手）。右投右打。

## 経歴

### プロ入り前
2014年のMLBドラフト5巡目（全体136位）でヒューストン・アストロズから指名されたが、この時は入団せずにIMGアカデミーへ進学した。

### プロ入りとパドレス時代
2015年のMLBドラフト3巡目（全体86位）でサンディエゴ・パドレスから指名され、プロ入り。契約後、傘下のルーキー級アリゾナリーグ・パドレスでプロデビュー。7試合（先発3試合）に登板して0勝2敗、防御率5.49、19奪三振を記録した。
2016年はA級フォートウェイン・ティンキャップスでプレーし、25試合に先発登板して3勝7敗、防御率3.93、90奪三振を記録した。
2017年はA+級レイクエルシノア・ストームとAA級サンアントニオ・ミッションズでプレーし、2球団合計で17試合（先発16試合）に登板して5勝5敗、防御率4.67、73奪三振を記録した。
2018年は開幕をAA級サンアントニオで迎え、AAA級エル・パソ・チワワズを経て8月8日、2日後の10日にメジャー契約を結んでアクティブ・ロースター入りすると報じられた。当日のフィラデルフィア・フィリーズ戦でメジャーデビュー（6回無失点で勝利投手）。この年メジャーでは9試合に先発登板して2勝5敗、防御率7.02、21奪三振を記録した。
2019年は開幕前に肘を痛めた影響でシーズンのほとんどを故障者リストで過ごした。レギュラーシーズン終了後にはアリゾナ・フォールリーグに参加し、ピオリア・ハベリーナズに所属していたが、10月6日にアリゾナ州フェニックスで民家に押し入ったとして、逮捕、起訴された。11月4日にDFAとなり、11日にマイナー契約でAAA級エルパソへ配属された。

### オリックス時代
2023年2月18日、オリックス・バファローズへの入団が発表された。 

### 米独立リーグ時代
2024年12月6日にアメリカン・アソシエーションに所属するレイクカントリー・ドックハウンドと契約した。

## 投球スタイル
平均92.9mph（約149.5km/h）のフォーシームが約6割を占め、変化球ではカーブ、チェンジアップ、スライダーを投げる。

## 詳細情報

### 年度別投手成績
| 年 度    | 球 団      | 登 板 | 先 発 | 完 投 | 完 封 | 無 四 球 | 勝 利 | 敗 戦 | セ 丨 ブ | ホ 丨 ル ド | 勝 率 | 打 者 | 投 球 回 | 被 安 打 | 被 本 塁 打 | 与 四 球 | 敬 遠 | 与 死 球 | 奪 三 振 | 暴 投 | ボ 丨 ク | 失 点 | 自 責 点 | 防 御 率 | W H I P |
| -------- | ---------- | ----- | ----- | ----- | ----- | -------- | ----- | ----- | -------- | ----------- | ----- | ----- | -------- | -------- | ----------- | -------- | ----- | -------- | -------- | ----- | -------- | ----- | -------- | -------- | ------- |
| 2018     | SD         | 9     | 9     | 0     | 0     | 0        | 2     | 5     | 0        | 0           | .286  | 190   | 42.1     | 52       | 8           | 13       | 0     | 4        | 21       | 4     | 0        | 33    | 33       | 7.02     | 1.54    |
| 2023     | オリックス | 2     | 2     | 0     | 0     | 0        | 0     | 1     | 0        | 0           | .000  | 30    | 6.0      | 7        | 2           | 6        | 0     | 0        | 5        | 0     | 0        | 7     | 7        | 10.50    | 2.17    |
| MLB：1年 | MLB：1年   | 9     | 9     | 0     | 0     | 0        | 2     | 5     | 0        | 0           | .286  | 190   | 42.1     | 52       | 8           | 13       | 0     | 4        | 21       | 4     | 0        | 33    | 33       | 7.02     | 1.54    |
| NPB：1年 | NPB：1年   | 2     | 2     | 0     | 0     | 0        | 0     | 1     | 0        | 0           | .000  | 30    | 6.0      | 7        | 2           | 6        | 0     | 0        | 5        | 0     | 0        | 7     | 7        | 10.50    | 2.17    |

- 2023年度シーズン終了時

### 年度別守備成績
| 年 度 | 球 団      | 投手（P） | 投手（P） | 投手（P） | 投手（P） | 投手（P） | 投手（P） |
| 年 度 | 球 団      | 試 合     | 刺 殺     | 補 殺     | 失 策     | 併 殺     | 守 備 率  |
| ----- | ---------- | --------- | --------- | --------- | --------- | --------- | --------- |
| 2018  | SD         | 9         | 6         | 6         | 0         | 2         | 1.000     |
| 2023  | オリックス | 2         | 0         | 2         | 0         | 0         | 1.000     |
| MLB   | MLB        | 9         | 6         | 6         | 0         | 2         | 1.000     |
| NPB   | NPB        | 2         | 0         | 2         | 0         | 0         | 1.000     |

- 2023年度シーズン終了時

### 記録

#### NPB
初記録
投手記録
- 初登板・初先発登板：2023年4月9日、対北海道日本ハムファイターズ3回戦（京セラドーム大阪）、2回4失点で敗戦投手[10]
- 初奪三振：同上、2回表に矢澤宏太から空振り三振

### 背番号
- 63（2018年）
- 48（2023年）